# Eparchie Al Qusia
Eparchie Al Qusia je koptská katolická eparchie nacházející se v Egyptě.

## Území
Zahrnuje část území guvernorátu Asijút.
Biskupským sídlem je město Al Qusia, kde se nachází hlavní chrám, katedrála Nejsvětějšího Srdce.

## Historie
Eparchie byla zřízena synodem biskupům Koptské katolické církve dne 23. září 2022 z části území eparchie Asijút.

## Seznam biskupů
- Thomas Esam William Bolos Faragalla (od 2023)